# Januário Torgal Mendes Ferreira
Januário Torgal Mendes Ferreira (* 26. Februar 1938 in Porto) ist ein portugiesischer Geistlicher und emeritierter Militärbischof von Portugal.

## Leben
Januário Torgal Mendes Ferreira empfing am 15. Oktober 1960 die Priesterweihe.
Papst Johannes Paul II. ernannte ihn am 22. April 1989 zum Weihbischof im Portugiesischen Militärordinariat und Titularbischof von Gaudiaba. Die Bischofsweihe spendete ihm der Patriarch von Lissabon und Militärbischof von Portugal, António Kardinal Ribeiro, am 15. Juli desselben Jahres; Mitkonsekratoren waren Júlio Tavares Rebimbas, Erzbischof ad personam von Porto, und Eurico Dias Nogueira, Erzbischof von Braga.
Am 3. Mai 2001 wurde er zum Militärbischof von Portugal ernannt.
Am 10. Oktober 2013 nahm Papst Franziskus seinen altersbedingten Rücktritt an.